# Figuera de moro
La figuera de moro és una planta del gènere Opuntia, originària d'Amèrica però ara estesa per altres àrees del planeta.
Té molts noms populars, figuera de pala o palera al País Valencià, figuera d'Índia al Camp de Tarragona, Priorat, Eivissa i l'Alguer, figuerassa, figuera de Maó a la Catalunya del Nord i figuera de pic a Eivissa. El nom del gènere prové de la ciutat grega d'Opunt i l'epítet del binomi prové del llatí ficus indica 'figuera de l'Índia', encara que no prové de l'Índia, sinó de Mèxic.
Està catalogada com a espècie exòtica invasora al territori espanyol de la península Ibèrica i les Illes Balears. Entre altres, això implica que està prohibit comercialitzar-la i introduir-la al medi natural. Tampoc es poden reintroduir exemplars que hagin estat extrets de la natura.

## Morfologia
És un arbust de tiges carnoses, molt ramificat, amb les branques constituïdes per articles de forma el·líptica, aplanats, de 20 a 50 cm de llargada per uns 10 a 30 cm d'amplada i uns 2 o 3 cm de gruix, de color verd, anomenades pales o cladodis, que es troben superposats els uns als altres. En aquesta planta els cladodis prenen la funció fotosintetitzadora, ja que les fulles són molt menudes, d'uns 3 mm, i cauen aviat. En el seu lloc, dins una petita àrea circular, apareixen les espines, 1 o 2, llargues i rígides, envoltades d'altres de molt petites, fines i corbades, que gairebé no es veuen però que si es toquen amb els dits es trenquen i queden clavades a la pell.
Les flors van del color groc al vermell passant per tota una gamma dels taronges. Són grosses i molt vistoses, amb nombroses peces florals. La floració s'esdevé entre maig i juliol.
El fruit, anomenat figa de moro (o figa de pala), és una baia espinosa ovoide, de 5 a 9 cm, vermellosa quan és madura i comestible, de gust suau i apreciada com a postre refrescant. La fructificació es fa entre els mesos de juny i agost.

## Localització
La figuera de moro és originària dels deserts del nord de Mèxic, on es coneix com a nopal. S'ha estès a altres parts del planeta per l'acció de l'home.
Actualment es troba plantada en talussos i marges assolellats, sovint per a fer tanques, a gairebé tot el litoral mediterrani. Als Països Catalans ha esdevingut subespontània des de la costa nord fins al migjorn valencià. És comuna a les Illes Balears. Figura a la llista de les 100 espècies invasores més nocives d'Europa.

## Ús
Les figues de moro es cullen a la darreria de l'estiu i a la tardor. Cal anar proveït de guants per a fer-ne la collita. Un cop pelades, es mengen fresques, però també se'n prepara xarop i arrop, formes en què s'eviten els pinyols. A Mèxic, on l'anomenen nopal, se'n mengen també les pales tendres.
Un altre ús, que motivà en gran part la difusió a les Canàries, el Nord d'Àfrica i el Mediterrani, és la cria de cotxinilles per a la producció d'un pigment vermell, el carmí, utilitzat entre altres coses com a colorant alimentari.